# Günter Schmidt (Fußballspieler)
Günter Schmidt (* 19. Juni 1952) ist ein ehemaliger deutscher Fußballspieler. Für die BSG Wismut Gera spielte er in den 1970er Jahren in der DDR-Oberliga, der höchsten Spielklasse im DDR-Fußball.

## Sportliche Laufbahn
In der Saison 1971/72 gab der 19-jährige Günter Schmidt sein Debüt im landesweiten Fußballspielbetrieb der DDR. Für die Leipziger Betriebssportgemeinschaft (BSG) Lokomotive Ost bestritt er acht der 22 Punktspiele. Am Saisonende stieg die BSG nach nur einem DDR-Liga-Jahr wieder in die Bezirksliga ab. Im Mai 1973 wurde Schmidt Soldat in der Nationalen Volksarmee, konnte aber bei der Armeesportgemeinschaft (ASG) Vorwärts Leipzig weiter in der DDR-Liga Fußball spielen. Die ASG war gerade Liga-Staffelsieger geworden und beteiligte sich an der Aufstiegsrunde zur Oberliga. Der Neuling Schmidt wurde sofort in sechs der acht Qualifikationsspiele eingesetzt, schoss drei Tore, aber die Armeefußballer verpassten den Aufstieg. Schmidt spielte bis zum Oktober 1977 weiterhin für Vorwärts Leipzig in der DDR-Liga. Dabei war er stets Stammspieler und wurde 1974, 1975 und 1976 Torschützenkönig der Leipziger. Diese erreichten 1976 noch einmal die Oberliga-Aufstiegsrunde, scheiterten aber erneut. Schmidt bestritt diesmal vier Aufstiegsspiele und erzielte dabei zwei Tore. Bis zu seiner Entlassung aus der Armee war er in 87 Ligaspielen und zehn Aufstiegsspielen eingesetzt worden und war auf insgesamt 32 Tore gekommen.
Ab November 1977 spielte Günter für den Oberligisten BSG Wismut Gera. Dort bestritt er bis zum Saisonende 14 Punktspiele, in denen er sowohl im Angriff als auch im Mittelfeld eingesetzt wurde. Er stand allerdings nur neunmal in der Startelf und kam auch zu keinen Toren. Als Oberliganeuling konnten die Geraer die Klasse nicht halten, und so fand sich auch Günter anschließend in der DDR-Liga wieder. Dort erkämpfte er sich wieder einen Stammplatz, wurde 1979 mit zwölf Treffern erneut Torschützenkönig und erreichte mit der Wismutmannschaft 1980 und 1983 wieder, wenn auch erfolglos, die Oberliga-Aufstiegsrunde. 1983/84 spielte Günter seine letzte Saison im höherklassigen Fußball. Er ging 31-jährig in diese Spielzeit, für die er als Mannschaftskapitän gewählt worden war, kam aber nur noch auf neun Ligaeinsätze und schoss nur noch ein Tor. Noch im Laufe der Saison schied er aus dem Kader der BSG Wismut aus. Innerhalb von dreizehn Spielzeiten war Günter Schmidt auf 14 Oberligaspiele (ohne Tor), 202 DDR-Liga-Spiele (50 Tore) und 24 Aufstiegsspiele (5 Tore) gekommen.